# Герберт Флам
Герберт Флам (англ. Herbert Flam; 7 листопада 1928 — 25 листопада 1980) — колишній американський тенісист.
Найвищу одиночну позицію світового рейтингу — 4 місце досяг 1957 року (за даними Ленса Тінґея).
Здобув 20 одиночних титулів.
Найвищим досягненням на турнірах Великого шолома були фінали в одиночному розряді.
Завершив кар'єру 1963 року.

## Фінали турнірів Великого шолома

### Одиночний розряд (дві поразки)
| Результат | Рік  | Турнір            | Покриття | Суперник      | Рахунок                 |
| --------- | ---- | ----------------- | -------- | ------------- | ----------------------- |
| Поразка   | 1957 | Чемпіонат Франції | Ґрунт    | Свен Давідсон | 3–6, 4–6, 4–6           |
| Поразка   | 1950 | Чемпіонат США     | Трава    | Арт Ларсен    | 3–6, 6–4, 7–5, 4–6, 3–6 |